# Los Tarantos
Los Tarantos ist ein spanischer Film von Francisco Rovira Beleta aus dem Jahr 1963, der auf dem Theaterstück Historia de los Tarantos von Alfredo Mañas basiert. Er wurde für den Oscar als bester fremdsprachiger Film nominiert.

## Handlung
Die Liebe zwischen den beiden Roma Juana La Zoronga und Rafael El Taranto, die aus verschiedenen Familien in Barcelona stammen, wird durch die Feindschaft ihrer jeweiligen Eltern vereitelt. Rafael sieht Juana auf einer Zigeunerhochzeit tanzen und ist von ihrer Schönheit und ihrem Charme fasziniert. Sie verlieben sich ineinander, unterstützt von ihren jüngeren Geschwistern, die heimlich Freunde sind und Verständnis für das junge Liebespaar haben.
Juana gewinnt den Respekt von Rafaels beeindruckender Mutter Angustias durch ihren Witz und ihre Flamenco-Anmut, aber ihr Vater Rosendo, ein alter Freund von Rafaels Mutter, bleibt trotz der Bitten von Juana, Rafael und Angustias hartnäckig. Juanas Vater bietet sie seinem Kollegen Curro an, damit sie ihre Romanze mit Rafael vergessen kann, aber weder Juana noch Rafael können ihre Liebe vergessen. Curro wird arrogant, tötet Rafaels Freund Mojigondo und schlägt Juana, als er vermutet, dass sie sich mit Rafael getroffen hat. Verzweifelt sucht Juana Rafael in seinem Taubenschlag auf, die beiden schlafen miteinander und wollen am nächsten Tag durchbrennen. Doch Curro, angestiftet von Juanas Bruder Sancho, findet die beiden zusammen und tötet sie. Daraufhin jagt Rafaels Bruder Curro in seine Ställe und tötet ihn.
Angustias und Rosendo sind sich in ihrer Trauer einig, und Juanas jüngerer Bruder tröstet Rafaels jüngere Schwester und zeigt damit, dass die Fehde nicht weitergehen wird.

## Hintergrund
Angesiedelt ist der Film in den Elendsvierteln am Stadtrand von Barcelona unter Franco. Im Elendsviertel der Roma und Fischer von Somorrostro, bereits abgerissen.
Ein großer Teil der Szenen, die an echten Orten gedreht wurden, können als fast dokumentarisches Kino betrachtet werden oder ähneln dem französischen Cinéma vérité oder dem italienischen Neorealismus; aber die Musikszenen des reinen Flamenco und des spanischen Tanzes beziehen es auf das Musikkino, und die Konventionen des Lesens zwischen den Zeilen, an die das damalige Publikum durch die Zensur gewöhnt war, mit Denunziationskino oder Gesellschaftskino.
Taranto und Zorongo sind Flamenco-Musik- und Tanzformen.
1989 inszenierte Vicente Escrivá eine neue Version des Stücks, diesmal unter dem Titel Montoyas y Tarantos, in der unter anderem Cristina Hoyos, Sancho Gracia und José Sancho mitwirkten und in der Daniel Martín und José Manuel Martín bereits in der Originalfassung von 1963 kleine Auftritte hatten.
Eine Inszenierung als Flamenco-Musical wurde 2004 uraufgeführt (Tomatito und Juan Gómez „Chicuelo“).